# Propargylalkohol
Propargylalkohol, HC2CH2OH, är en omättad alifatisk alkohol som framställs ur acetylen och formaldehyd. Det är den enklaste stabila alkoholen innehållande en alkyngrupp.

## Egenskaper
Propargylalkohol är en färglös, vattenlöslig vätska med pelargonliknande doft. Den är brandfarlig, giftig vid inandning, mycket giftig vid förtäring, giftigt vid hudabsorption, och frätande.

## Förekomst och framställning
Propargylalkohol produceras genom kopparkatalyserad tillsats av formaldehyd till acetylen som en biprodukt av den industriella syntesen av but-2-yn-1,4-diol. Den kan också framställas genom dehydroklorering av 3-klor-2-propen-1-ol med NaOH. 

## Användning
Propargylalkohol polymeriserar vid uppvärmning eller basisk behandling. Den används som en korrosionsinhibitor, metallkomplex lösning, stabilisator av lösningsmedel och vitmedelstillsats vid elektroplätering. Det används också som en mellanprodukt vid organisk syntes. Propargylalkohol tautomerizeras till en enon(α, β-omättad keton). En enal är en α, β-omättad aldehyd. Oxidation ger propionaldehyd.